# Jean-Pierre de Mesmes
Jean-Pierre de Mesmes (né dans les années 1530) est un poète qui écrit en français et en italien. Il est aussi traducteur. Il fréquente Ronsard et ses amis. Il participe au tombeau de Marguerite de Navarre (1551).

## Le traducteur
- La Comédie des Supposez de M. Louys Arioste, Paris, Étienne Groulleau, 1552.

https://play.google.com/books/reader?id=zfxzx8oIfKsC&hl=fr&pg=GBS.PA1
« [La traduction] de Jean-Pierre de Mesmes, publiée en 1552 [...] tout en étant très littérale, s'inscrit dans un projet de promotion de la connaissance de la langue et de la culture italienne qui prend tout son sens dans le contexte des jeunes années de la Pléiade » (Daniele Speziari)

## Le savant
- La grammaire italienne, Paris, Étienne Groulleau pour Gilles Corrozet, 1548.

## Citation
- "je sçay bien que qui n’a aujourd’huy des biens il est réputé pour beste." (La Comédie des Supposez de M. Louys Arioste, acte II)

## Éditions
- Mariangela Miotti, La comédie à l'époque d'Henri II et de Charles IX (1541-1554), "Théâtre français de la Renaissance", 1ère série, volume 6, Florence-Paris, Olschki-Puf, 1994, pp. 227-340.

## Études
- Alexandre Cioranescu, L'Arioste en France: des origines à la fin du XVIIIe siècle, Paris, Presses modernes, 1939, t. I, p. 302-303.
- Daniele Speziari, « Les Supposez de Jean-Pierre de Mesmes et la rencontre avec l'étranger entre fiction et histoire littéraire », Théâtres du monde, Cahier hors série n° 5, La Comédie et l'étranger (dir. Jean-Claude Ternaux), Avignon Université, 2020, pp. 43-50.  (ISSN 1162-7638)